# غرينفيل (إلينوي)
غرينفيل (بالإنجليزية: Greenville, Illinois)‏ هي مدينة تقع في الولايات المتحدة في إلينوي. يقدر عدد سكانها بـ 7,000 نسمة .

## التركيبة السكانية
حدّد مكتب تعداد الولايات المتحدة بيانات التركيبة السكانية لغرينفيل في تعداد الولايات المتحدة. في ما يلي، التركيبة السكانية حسب تعدادي 2000 و2010.

### تعداد عام 2000
بلغ عدد سكان غرينفيل 6,955 نسمة بحسب تعداد عام 2000، وبلغ عدد الأسر 2,019 أسرة وعدد العائلات 1,280 عائلة مقيمة في المدينة. في حين سجلت الكثافة السكانية 425.6 نسمة لكل كيلومتر مربع (1,102.3/ميل2). وبلغ عدد الوحدات السكنية 2,171 وحدة بمتوسط كثافة قدره 132.9 لكل كيلومتر مربع (344.2/ميل2).
وتوزع التركيب العرقي للمدينة بنسبة 82.40% من البيض و15.44% من الأمريكيين الأفارقة و0.62% من الأمريكيين الأصليين و0.47% من الأمريكيين ذوي الأصول الآسيوية و0.37% من الأعراق الأخرى و0.69% من عرقين مختلطين أو أكثر و2.46% من الهسبانيون أو اللاتينيون من أي عرق.
بلغ عدد الأسر 2,019 أسرة كانت نسبة 31.4% منها لديها أطفال تحت سن الثامنة عشر تعيش معهم، وبلغت نسبة الأزواج القاطنين مع بعضهم البعض 50.7% من أصل المجموع الكلي للأسر، ونسبة 10% من الأسر كان لديها معيلات من الإناث دون وجود شريك،  بينما كانت نسبة 2.7% من الأسر لديها معيلون من الذكور دون وجود شريكة وكانت نسبة 36.6% من غير العائلات. تألفت نسبة 33.4% من أصل جميع الأسر من عدة أفراد يعيشون في نفس المنزل ونسبة 17.7% كانت تتألف من شخص يعيش بمفرده يبلغ من العمر 65 عاماً أو أكثر. وبلغ متوسط حجم الأسرة المعيشية 2.28، أما متوسط حجم العائلات فبلغ 2.90.
بلغ العمر الوسطي للسكان 34.4 عاماً. وكانت نسبة 15.9% من القاطنين تحت سن الثامنة عشر، وكانت نسبة 7% بين الثامنة عشر والرابعة والعشرين عاماً، ونسبة 16.5% كانت واقعةً في الفئة العمرية ما بين الخامسة والعشرين والرابعة والأربعين عاماً، ونسبة 13.8% كانت ما بين الخامسة والأربعين والرابعة والستين، ونسبة 12.9% كانت ضمن فئة الخامسة والستين عاماً فما فوق. يوجد لكل 100 أنثى 86.1 ذكر، ويوجد لكل 100 أنثى في الثامنة عشر من عمرها فما فوق 80.7 ذكر.
بلغ متوسط دخل الأسرة في المدينة 35,650 دولارًا، أما متوسط دخل العائلة فبلغ 45,557 دولارًا. وكان متوسط دخل الذكور 26,105 دولارًا مقابل 20,889 دولارًا للإناث. وسجل دخل الفرد الخاص بالمدينة 17,326 دولارًا. وكانت نسبة 8.8% من العائلات ونسبة 11.8% من السكان تحت خط الفقر، وكان من هؤلاء نسبة 15.2% تحت سن الثامنة عشر ونسبة 9.9% في الخامسة والستين من العمر وما فوق.

### تعداد عام 2010
بلغ عدد سكان غرينفيل 7,000 نسمة بحسب تعداد عام 2010، وبلغ عدد الأسر 2,156 أسرة وعدد العائلات 1,232 عائلة مقيمة في المدينة. في حين سجلت الكثافة السكانية 428.4 نسمة لكل كيلومتر مربع (1,109.6/ميل2). وبلغ عدد الوحدات السكنية 2,347 وحدة بمتوسط كثافة قدره 143.6 لكل كيلومتر مربع (371.9/ميل2).
وتوزع التركيب العرقي للمدينة بنسبة 81.33% من البيض و13.01% من الأمريكيين الأفارقة و0.87% من الأمريكيين الأصليين و0.70% من الأمريكيين ذوي الأصول الآسيوية و0.03% من سكان جزر المحيط الهادئ و0.57% من الأعراق الأخرى و3.49% من عرقين مختلطين أو أكثر و6.31% من الهسبانيون أو اللاتينيون من أي عرق.
بلغ عدد الأسر 2,156 أسرة كانت نسبة 28.5% منها لديها أطفال تحت سن الثامنة عشر تعيش معهم، وبلغت نسبة الأزواج القاطنين مع بعضهم البعض 41.8% من أصل المجموع الكلي للأسر، ونسبة 11.3% من الأسر كان لديها معيلات من الإناث دون وجود شريك،  بينما كانت نسبة 4.1% من الأسر لديها معيلون من الذكور دون وجود شريكة وكانت نسبة 42.9% من غير العائلات. تألفت نسبة 34.7% من أصل جميع الأسر من عدة أفراد يعيشون في نفس المنزل ونسبة 17.9% كانت تتألف من شخص يعيش بمفرده يبلغ من العمر 65 عاماً أو أكثر. وبلغ متوسط حجم الأسرة المعيشية 2.29، أما متوسط حجم العائلات فبلغ 2.94.
بلغ العمر الوسطي للسكان 35.6 عاماً. وكانت نسبة 16.3% من القاطنين تحت سن الثامنة عشر، وكانت نسبة 15.6% بين الثامنة عشر والرابعة والعشرين عاماً، ونسبة 31.9% كانت واقعةً في الفئة العمرية ما بين الخامسة والعشرين والرابعة والأربعين عاماً، ونسبة 22% كانت ما بين الخامسة والأربعين والرابعة والستين، ونسبة 14.1% كانت ضمن فئة الخامسة والستين عاماً فما فوق. وتوزع التركيب الجنسي للسكان بنسبة 54.7% ذكور و45.3% إناث.

## أعلام
- كلينت تريسي
- جوب آدامز كوبر
- ألفرد هاريسون جوي
- توم ميريت